# Robert T. Herres

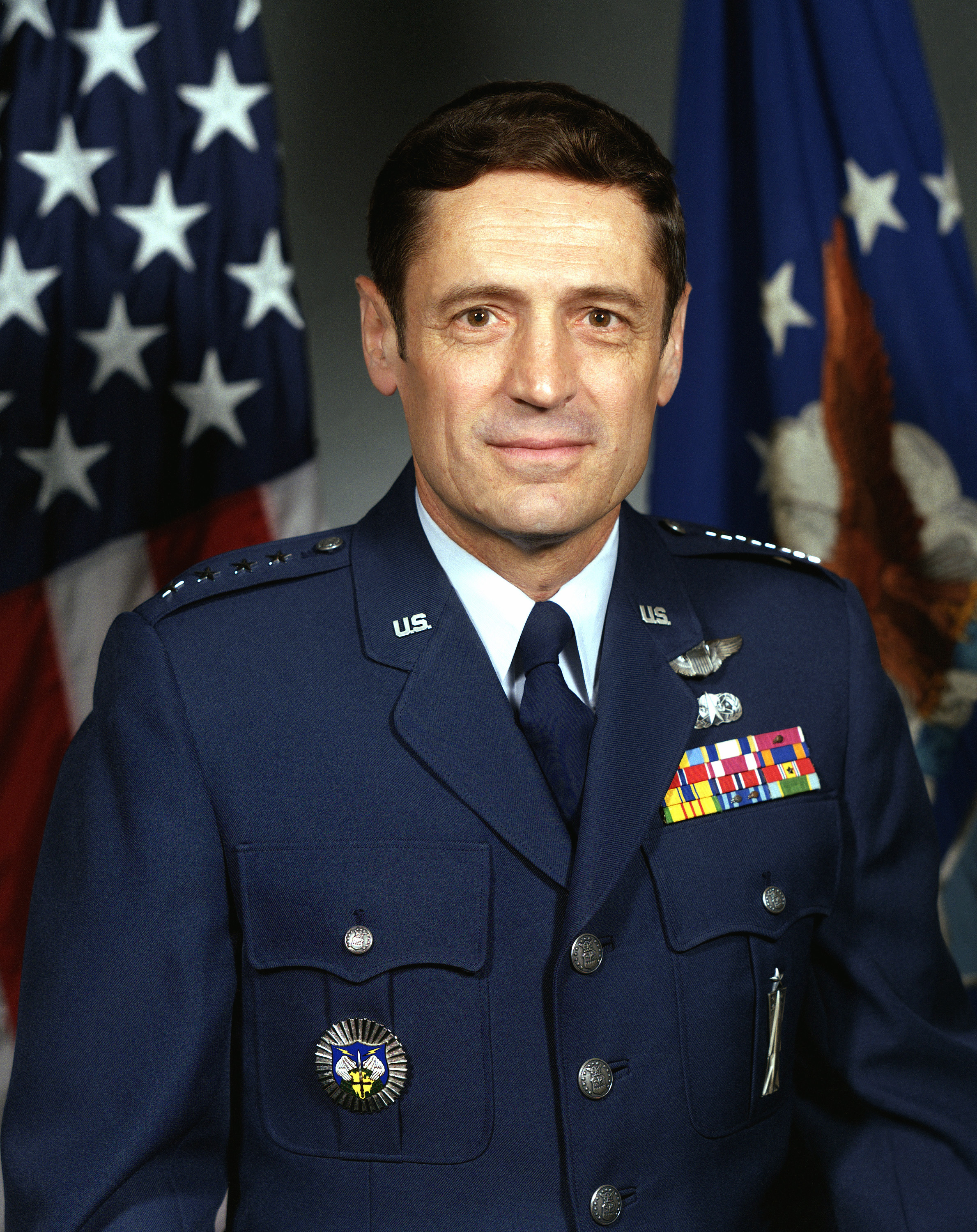
General Robert T. Herres (1984)

Robert Tralles Herres (* 12. Januar 1932 in Denver, Colorado; † 24. Juli 2008) war ein US-amerikanischer General der US Air Force, Stellvertretender Vorsitzender der Vereinigten Stabschefs (Joint Chiefs of Staff) sowie Manager.

## Biografie
Nach dem Besuch der East High School in Denver studierte er an der US Naval Academy in Annapolis und erwarb dort 1954 einen Bachelor of Science (B.S.). Anschließend trat er in die Air Force ein und absolvierte ein Postgraduiertenstudium im Fach Elektroingenieurwesen am Air Force Institute of Technology, das er 1960 mit einem Master of Science (M.S. Electrical Engineering) abschloss. Ein weiteres Postgraduiertenstudium im Fach Öffentliche Verwaltung an der George Washington University beendete er 1965 mit einem Master of Public Administration (M.P.A.). Im gleichen Jahr war er auch Absolvent des Air Command and Staff College. Schließlich war er 1971 auch Absolvent des Industrial College of the Armed Forces. Zeitweise war er Kommandierender General der 8. US-Luftflotte.
Am 30. Juli 1984 wurde er als General zum Kommandeur des North American Aerospace Defense Command (NORAD) ernannt und behielt diese Funktion als Befehlshaber des Nordamerikanischen Luft- und Weltraum-Verteidigungskommandos bis zum 5. Februar 1987. Zugleich war er von 1985 bis 1987 Kommandeur des US Space Command. Anschließend wurde er am 6. Februar 1987 erster Stellvertretender Vorsitzender der Vereinigten Stabschefs (Vice Chairman, Joint Chiefs of Staff) und hatte diesen Posten bis zu seiner Verabschiedung in den Ruhestand am 28. Februar 1990 inne.
Im Anschluss wechselte Herres in die Privatwirtschaft und wurde 1990 Präsident der Immobilien- und Unfallgesellschaft der USAA, der Versicherungsgesellschaft für Mitglieder der US Army und deren Familienangehörige. Danach war er von 1993 bis 2000 Chief Executive Officer (CEO) der USAA und war zugleich zwischen 1993 und 2002 Vorstandsvorsitzender der USAA sowie von 2000 bis 2004 Vorstandsmitglied von Luby's, Inc..
Robert T. Herres war außerdem gesellschaftspolitisch engagiert und war nicht nur Kurator (Trustee) der Trinity University in San Antonio, sondern auch Mitglied des nationalen Vorstandes der Pfadfinderorganisation Boy Scouts of America.

## Auszeichnungen
Auswahl der Dekorationen, sortiert in Anlehnung der Order of Precedence of Military Awards:
- Defense Distinguished Service Medal
- Air Force Distinguished Service Medal
- Legion of Merit (2  ×)
- Bronze Star
- Meritorious Service Medal
- Air Medal
- Air Force Commendation Medal
- National Defense Service Medal (2 ×)
- Vietnam Service Medal